# Bobby-Moore-Statue

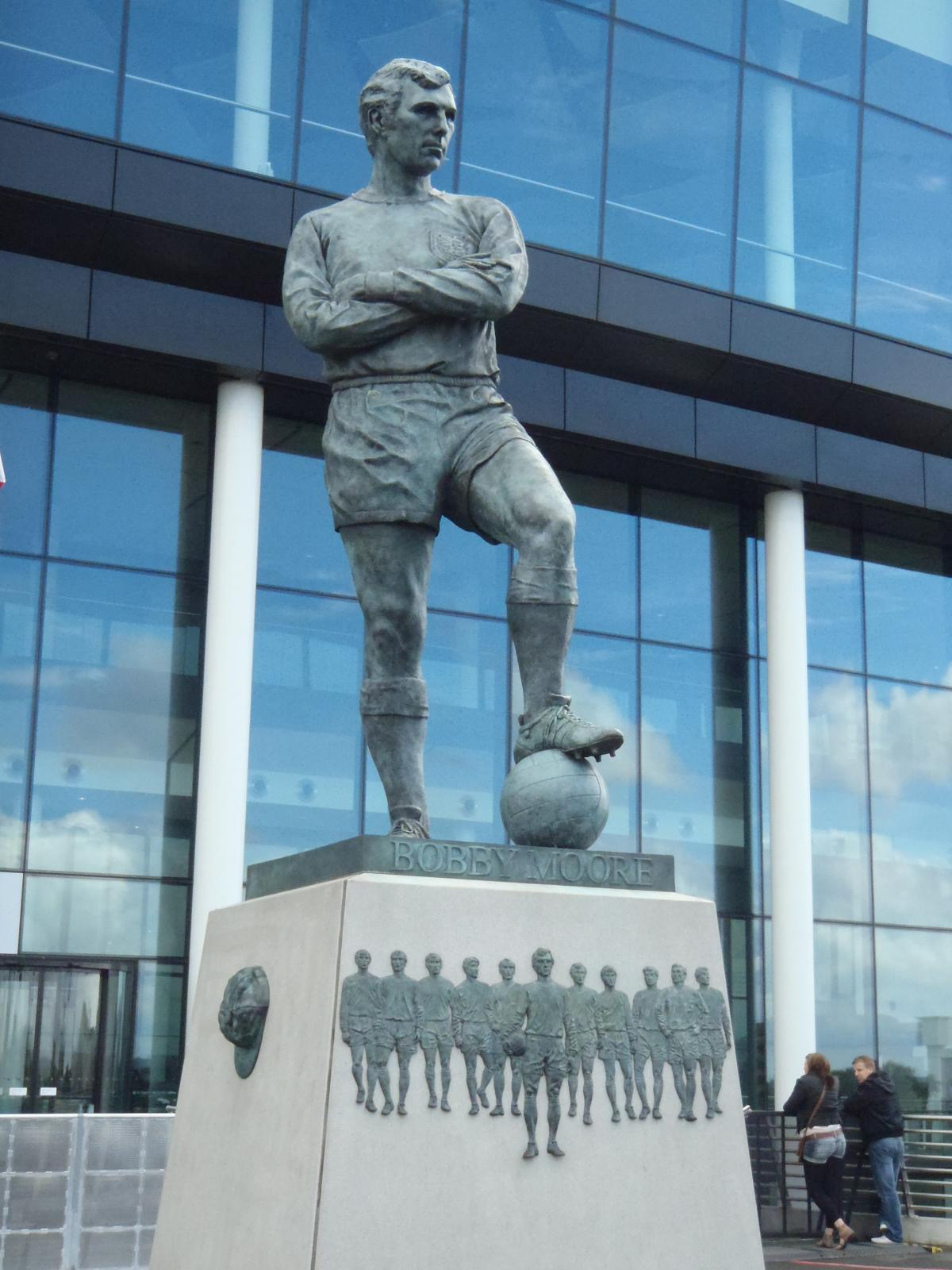
Bobby-Moore-Statue

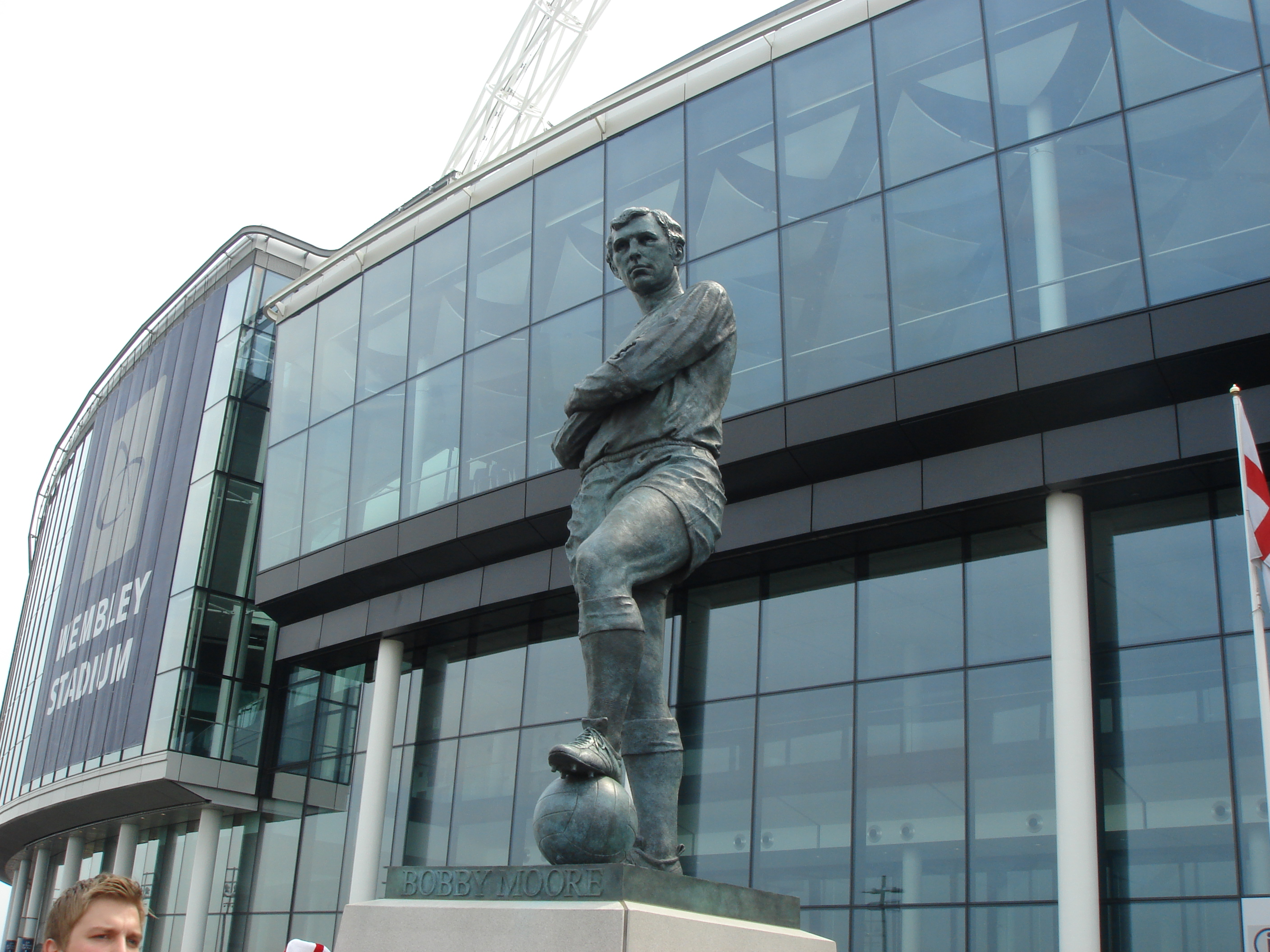
Bobby-Moore-Statue vor dem Wembley-Stadion

Die Bobby-Moore-Statue ist eine überlebensgroße, von dem Bildhauer Philipp Jackson geschaffene Bronzefigur des englischen Fußballspielers Bobby Moore (1941–1993), die sich vor dem Wembley-Stadion in London befindet.

## Geschichte
Die Wembley National Stadium Ltd.  (WNSL) gab im Jahr 2005 bekannt, dass für das neu gebaute Wembley-Stadion eine Statue des ehemaligen Mannschaftskapitäns der englischen Fußballnationalmannschaft, Bobby Moore in Auftrag gegeben wurde. Mit der künstlerischen Gestaltung wurde der Bildhauer Philip Jackson betraut. Jackson hatte bereits 2003 die im englischen Newham aufgestellte Skulptur  The World Cup Sculpture geschaffen, die Bobby Moore auf den Schultern seiner Teamkollegen Geoff Hurst, Martin Peters und Ray Wilson nach dem Sieg im Finale der Fußballweltmeisterschaft 1966 zeigt. Während der Schaffung der Bobby-Moore-Statue für das Wembley-Stadium konsultierte Jackson mit seinem Beraterstab u. a. Bobby Moores Witwe Stephanie bezüglich der Darstellung. Am 11. Mai 2007 wurde die Bobby-Moore-Statue von seinem ehemaligen 1966-Weltcup-Teamkollegen Bobby Charlton enthüllt. Die Zeremonie wurde live im Fernsehen übertragen. Als Ehrengäste nahmen Familienmitglieder von Bobby Moore, Freunde, Mitglieder des ehemaligen 1966-Weltmeisterschafts-Teams sowie der damalige britische Premierminister Tony Blair und weitere hochrangige Politiker teil.

## Beschreibung
Die überlebensgroße, aus Bronze hergestellte Statue ist etwa 6,1 Meter hoch. Sie zeigt Bobby Moore im Trikot der englischen Fußballnationalmannschaft. Die Arme sind vor der Brust verschränkt. Mit dem linken Fuß steht er auf einem Fußball. Die Vorderseite der Plinthe trägt den Namen BOBBY MOORE. Die Statue steht auf einem sich nach oben leicht verjüngenden, viereckigen ca. 4 Meter hohen Steinsockel. An der Vorderseite des Sockels ist eine Bronzeplakette befestigt, die das gesamte England-Team von 1966 darstellt.  Zu beiden Seiten des Sockels ist jeweils eine aus Bronze gefertigte Kappe mit der Aufschrift World Championship, Jules Rimet Cup, 1970 angebracht.